# Yancey-Gletscher
Der Yancey-Gletscher ist ein steil abfallender Gletscher im Australischen Antarktis-Territorium. In der Britannia Range fließt er aus der Umgebung des Mount McClintock in zunächst östlicher, dann südöstlicher Richtung unmittelbar westlich des Sennet-Gletschers zum Byrd-Gletscher.
Das Advisory Committee on Antarctic Names benannte ihn 1965 nach der USS Yancey, einem bei der US-amerikanischen Operation Highjump (1946–1947) eingesetzten Transportschiff der United States Navy.